# Forças Terrestres da Bulgária

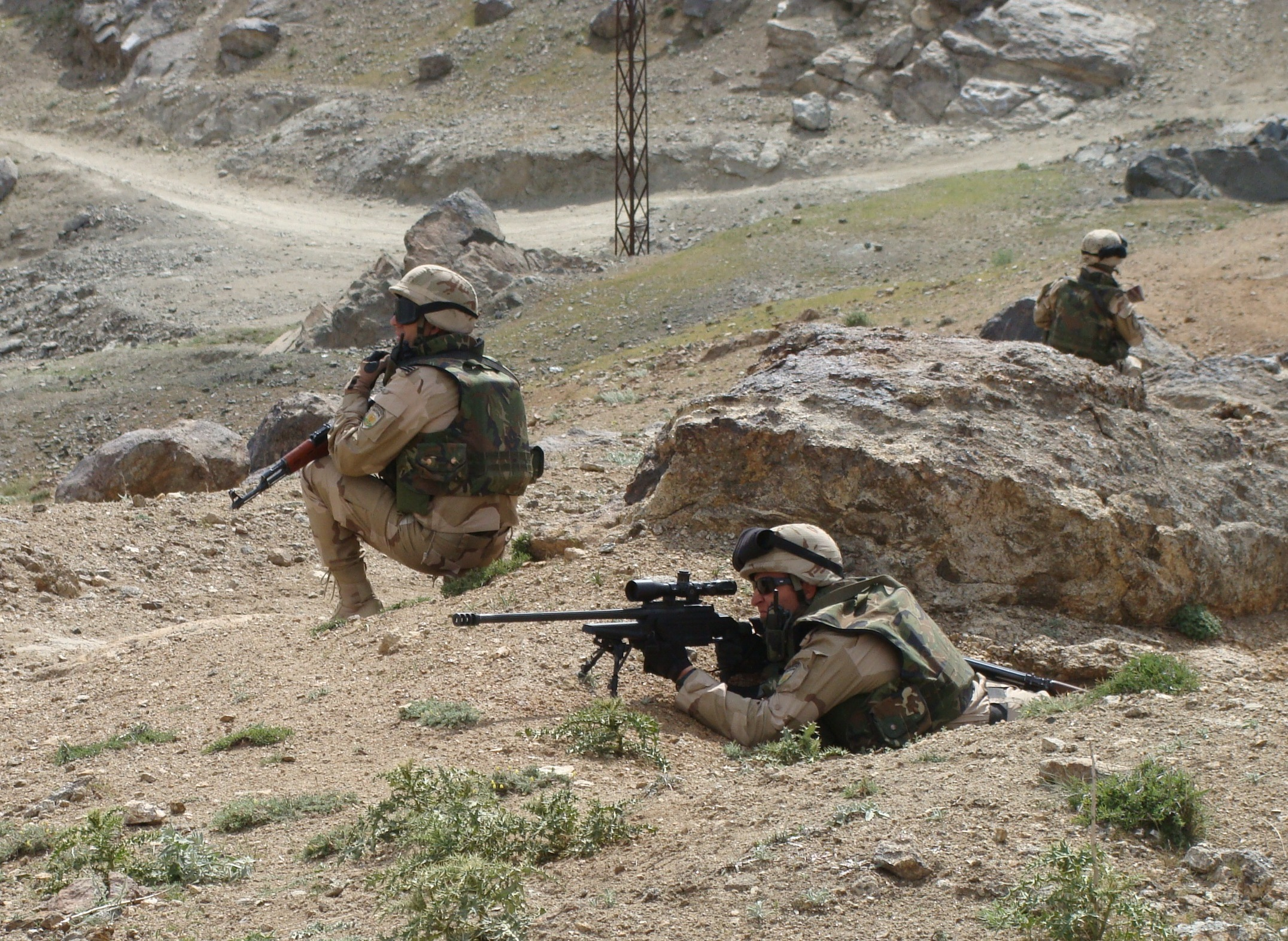
Militares do exército búlgaro.

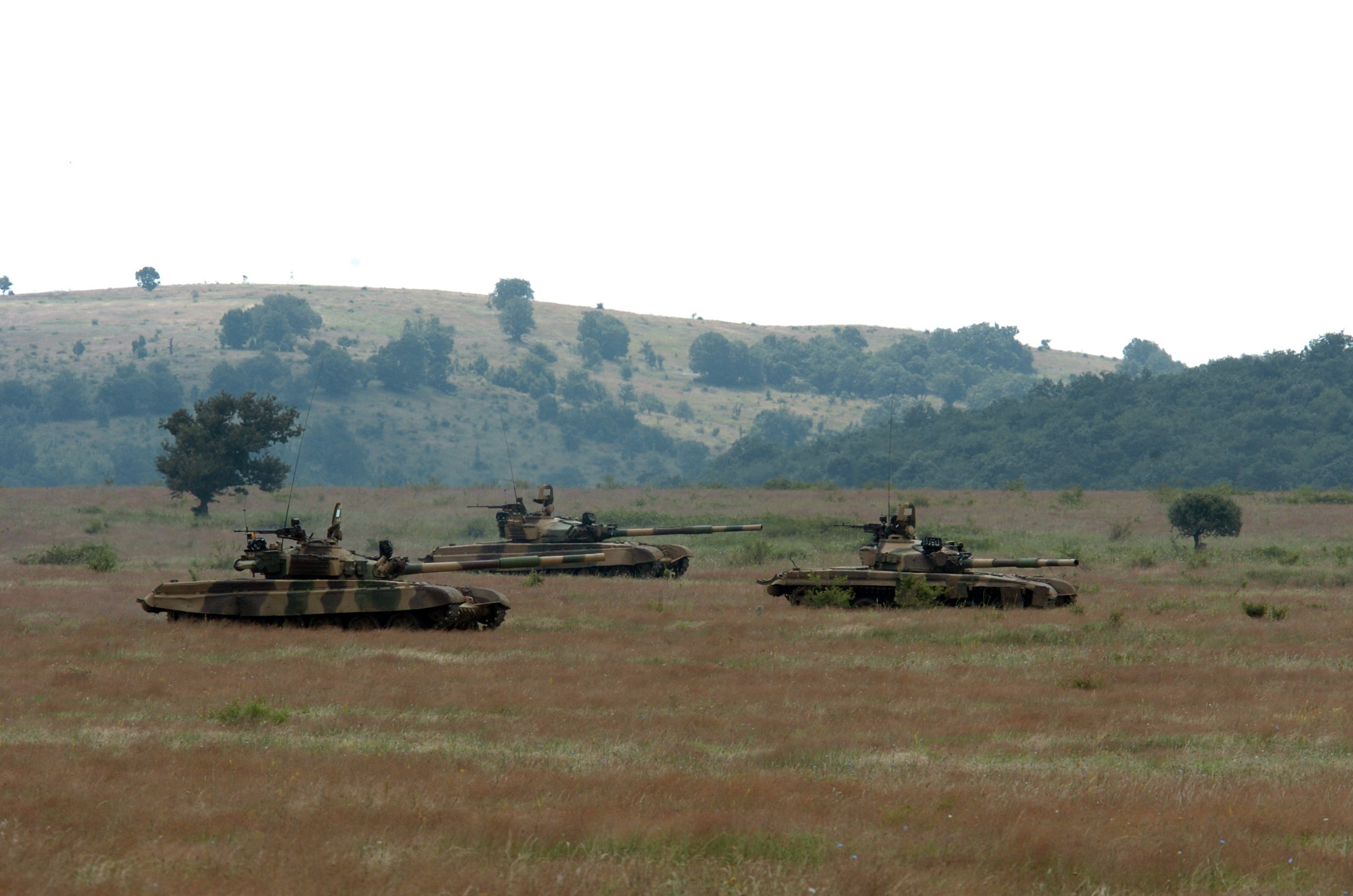
Tanques T-72 da Bulgária.

As Forças Terrestres da Bulgária são o ramo terrestre das Forças Armadas da Bulgária. Uma de suas principais funções é proteger a Bulgária em casos de guerras, invasões, conflitos e outros por meio da terra.